# Seznam baskovskih raziskovalcev
Seznam baskovskih raziskovalcev.

## A
- Lope de Aguirre
- Juan Bautista de Anza

## E
- Juan Sebastián de Elcano
- Cosme Damián de Churruca y Elorza
- Catalina de Erauso
- Alonso de Ercilla

## H
- Martin de Hoyarçabal

## L
- Miguel López de Legaspi